# Abecednik
Abecednik je knjiga za začetni pouk branja in pisanja (oz. prvo berilo).
Najbolj znan abecednik na Slovenskem je Abecedarium, ki je ena izmed prvih dveh slovenskih knjig izpod roke Primoža Trubarja. Knjigi je najprej izdal v gotici, a prijatelj ga je prepričal, da je latinica veliko primernejša, zato je pet let kasneje knjigi izdal v latinici. Trubar je Abecednik dodal h Katekizmu, da bi se lahko preprosti Slovenci v najkrajšem času naučili brati, a cerkev ni spodbujala protestantov, Trubarjevi knjigi pa sta govorili ravno o protestantizmu, tako da je knjige zažigala, njega pa izgnala iz države. 